# ウィリー・ランゲ
ウィリー・ランゲ（Willy Lange 1864年5月23日 - 1941年3月16日）は、ドイツの園芸指導者、ランドスケープアーキテクト、著作者。

## 生涯
作曲家グスタフ・ランゲの息子である。1882年から1884年にかけてシュテグリッツのメッツ社で庭師として見習いを終え、1884年から86年にかけてポツダム近くの野生生物公園にあるロイヤルガーデニング研究所に通う。1886/87年、彼はヴィースバーデンのWeber＆Coで働き、1887年から89年はケストリッツのフランツ・ディーゲン・ジュニア社で働く。1889年から96年まで、彼はライプツィヒ-リンデナウで自分の園芸事業を営み、ゴータ近くのディータルツに住んでいた。 
影響力を有した仕事として、1903年から1915年までポツダムにあった（後にダーレムに移転）園芸学校Kglでの植物栽培の指導教師からであり、1906年に彼はそこで称号を授与され、1911年には王室庭園の検査官と園芸ディレクターの任についているが、1900年から彼は庭園、庭園計画、庭園デザインに関する数多くの出版物で知られるようになっていた。1915年に彼は職を辞し、それ以降はベルリン-ヴァンゼーでフリーランスとして活動 
早い段階からワイルドガーデンの概念を広めていた。これにより「生物学的美学」というべき植物の自然的使用法が知られていった。こんにちの成長場所に基づく植物の生態学的取り扱いは、ランゲにまでさかのぼるのであるが  1914年の終わりには戦没者墓地いわゆる「ドイツのヘルデンハイン」を開発。亡くなった兵士ごとに記念碑的な形の樫の木が植えられた。ランゲのコンセプトは、ドイツのさまざまな自治体、たとえばフレンスブルクエーレンハイン  などで実現されていった。
1930年11月1日、彼はNSDAP （会員番号348.070）に参加 。1933年からは国家社会主義者の志を同じくする仲間と見なされていた。1934年70歳の誕生日に、ベルリンの農業大学は彼に名誉教授の称号を授与した。
ランゲがてがけた庭園のいくつかは今日まで保存されており、記念物としての保護下にある。

## 庭園

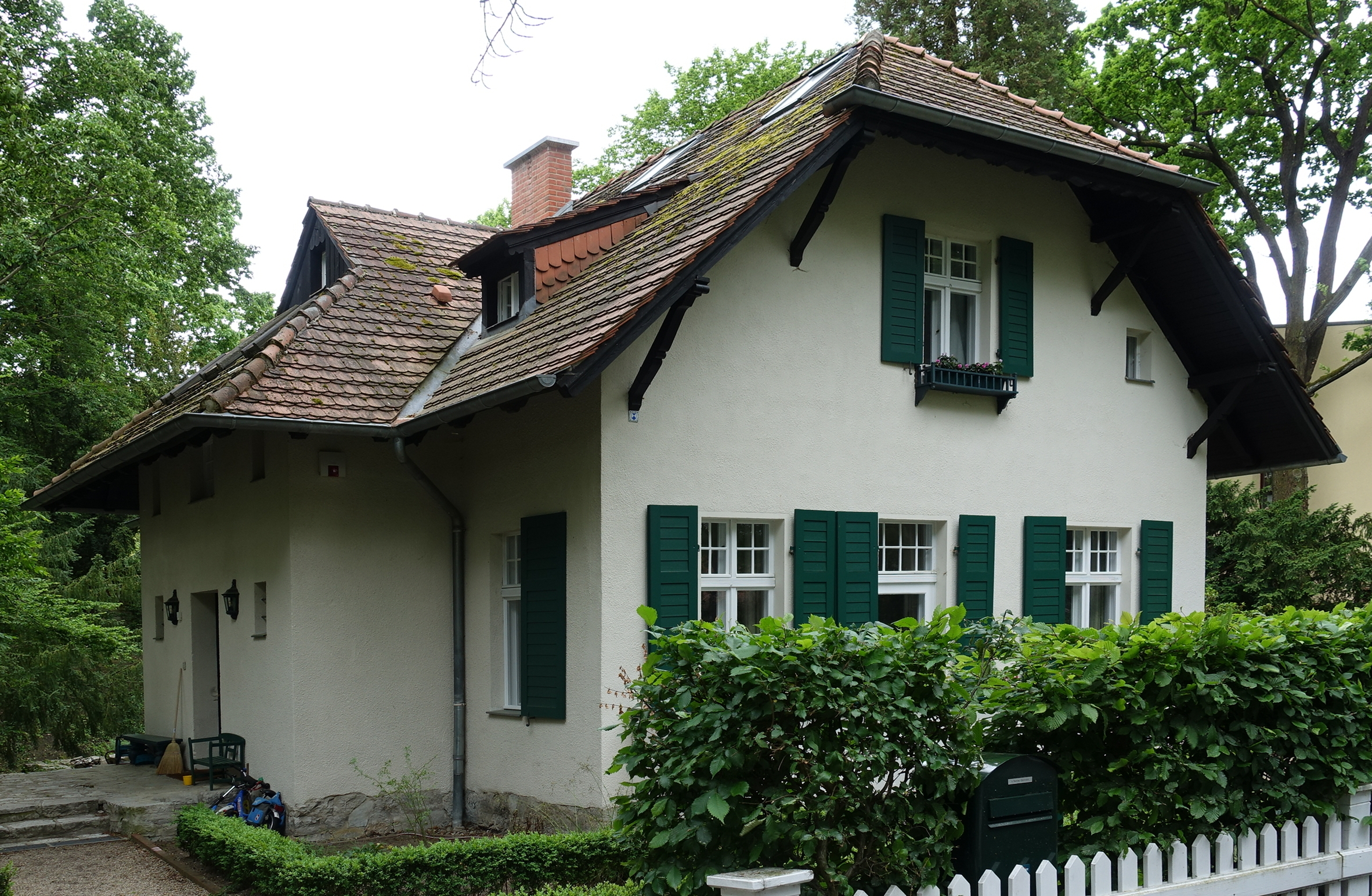
長い庭の家

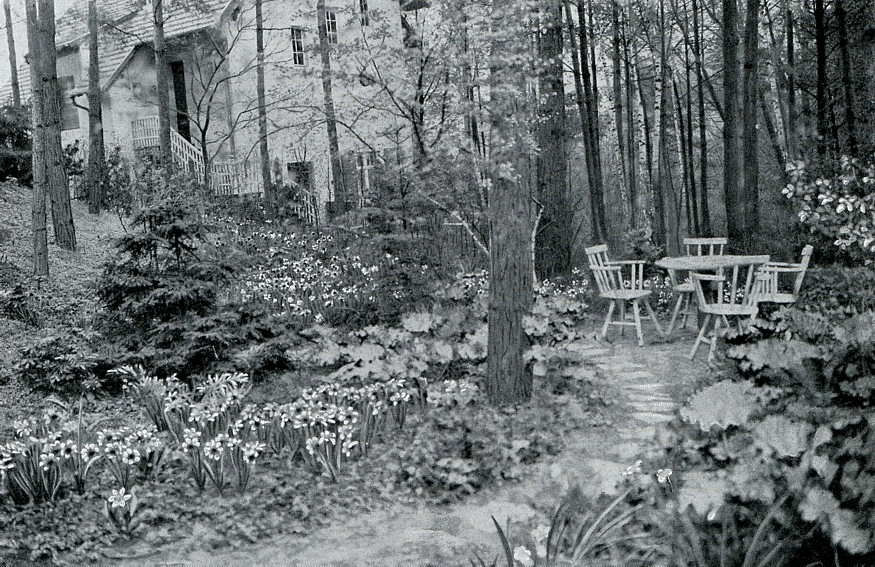
1920年頃のベルリン-ヴァンゼーのウィリー・ラングによる庭のデザイン

- 1906年：ベルリン-ヴァンゼーの長い住宅庭園、ビスマルク通り5 [7] [8]
- 1915年：ベルリンのランドハウスシュタウスにあるランドハウスガーデン-ダーレム、パセリアリー14 [9]
- 1914/15：ダーレムのシュワルツコフカントリーハウスの庭、ピーター-レネ-シュトラーセ7 [10]
- 1917/18：ダーレムのハンスブレドウカントリーハウスの庭園、ミケルシュトラーセ92（建築家ヘルマン・ムテシウスと共に） [11]
- オットースターンのカントリーハウスガーデン
- ハンブルクーグ近くの公園庭園（建築家ウィナンド）
- ヴタのルドルフ・レーバー公園庭園

## 出版物
- Land- und Gartensiedlungen. J. J. Weber, Leipzig 1910
- Der Garten und seine Bepflanzung. Franck’sche Verlagsbuchhandlung, Stuttgart 1913
- Gartengestaltung der Neuzeit. (mit Otto Stahn) J. J. Weber, Leipzig verschiedene Auflagen von 1907 bis 1927
- Gartenbilder. J. J. Weber, Leipzig 1922
- Blumen im Hause. J. J. Weber, Leipzig 1926
- Gartenpläne. J. J. Weber, Leipzig 1927
- Illustriertes Gartenbau-Lexikon. Verlagsbuchhandlung Paul Parey, Berlin 1927

## 文献
- Horst Schumacher、GritHottträger：ウィリーランゲの庭の家。 1983年ベルリン州立記念碑事務所に対する専門家の意見
- Joachim Wolschke-Bulmahn ：庭園、自然、民俗イデオロギー。で：レイナーヘリング（編。 ）：シュレスヴィヒホルシュタイン州の歴史的な庭園や公園での自然の講義（デジタル化）

## 典拠
1. ↑  Gert Gröing, Joachim Wolsche-Bulmahn: Grüne Biographien. Biographisches Handbuch zur Landschaftsarchitektur des 20. Jahrhunderts in Deutschland. Patzer, Hannover 1997, ISBN 3-87617-089-3, S. 214–216.
2. ↑  Hans Hasler: Nachruf in: Die Gartenkunst, Jg. 54 (1941), Nr. 6, Beilage, S. 3–4.
3. ↑  Bert Beitmann: Gartenkunst.
4. ↑  Städtische Gartenkunst – vom kaiserzeitlichen Stadtpark zum Volkspark für alle, abgerufen am: 23. Juli 2017
5. ↑  Ehrenfriedhof Barmen, abgerufen am: 23. Juli 2017
6. ↑  Bundesarchiv Berlin, R 9361-IX Kartei / 24780003
7. ↑  Willy Lange: Gartengestaltung der Neuzeit. Leipzig 1922
8. ↑  Eintrag in der Berliner Landesdenkmalliste
9. ↑  Eintrag in der Berliner Landesdenkmalliste
10. ↑  Eintrag in der Berliner Landesdenkmalliste
11. ↑  Eintrag in der Berliner Landesdenkmalliste